# Макак (квартал на Шумен)
Вижте пояснителната страница за други значения на Макак.
Макак е квартал на град Шумен. Намира се в района Урумлук, който спада към Шумен. Землището на Макак заема пространството между Бяла река (Теке дере) и Макашката река (Стражка), където се издигат външните и най-яки табии на Шуменска крепост, и е част от Плисковското поле. Кварталът е разположен на север от основната част на града, в посока към село Царев брод. В близост се намира местността „Ливадница“, както и „Баштепе табия“. Преди да бъде присъединен към града през 1978 г., Макак е бил село.
Кварталът се обслужва от линия № 8 на градския транспорт.

## Етимология
В етимологията името „Макаклар” е множествено число на турската дума „макак”, която има значения: „патерица”, „малък заек”, „жаба”, „колянна кост на човек”.

## История
В османските документи от 15 век селището носи името Макаклар, а от средата на 19 век селото носи името Макак. Населението на селището е било смесено, предимно турско. В старата летописна книга на местното училище кратко е записано:
| „ | „Село Макак си носи името от патерицата на един куц турчин, който живял някога в това село”. | “ |

Преди да се установи на сегашното си място селото е местено два пъти. Около Руско-турската война през 1828 – 1829 г. то е напълно унищожено. Отново е опожарено около 1862 – 1865 г.
Поради промените в състава на населението Макак е в едно непрекъснато обновление. Още при първото административно разпределение на страната през 1880 г. селото влиза в състава на община Царев брод.
В края на 19 век и първите няколко години на 20 век по територия то е едва наполовина от днешните си очертания и наброява 70 – 80 домакинства.
Центърът се оформя около джамията, построена от кримски татари. Към настоящия момент от нея не е останало нищо, но наличието й е оказало силно влияние върху духовния живот на татарите. Те се събирали в храма, за да честват своите празници и обичаи. За духовен наставник е бил избиран най-ученият човек.
Съвсем близо до джамията е било и татарското училище. Не е известно кога е създадено. Отначало може би се е помещавало в стая към джамията, а отделна сграда за него е открита през 1911 г. по инициатива на хаджи Илияз хаджи Саидов. Първият учител е Афуз Зекеря. Училището е било частно, изцяло издържано от населението, а по-късно и от придобита земя. Интересен факт е, че в четвърто отделение, наред с другите предмети се е изучавал и старотурски език и Коран. Училището е закрито през 1930 г.
След 1919 г. в Макак започват масови заселвания, основно на българско население. За кметски наместник е избран Тенчо Тодинов. През 1934 г. селото наброява 963 жители.
От 1 януари 1978 г. Макак става квартал на град Шумен и е заличен от списъка на населените места.

## Обществени институции
- Народно читалище „Просвета – 1926“, разположено на ул. „Мир“ № 38[3]

## Редовни събития
Кукеруването в Макак, наречено още Арапи, има своето начало през 1927 г., когато група заселници от западна България, извършва обичай характерен за техния край. Местното население го харесва и в следващите години го включва в своя празничен календар, като добавя елементи присъщи за региона.
Съборът на квартала се провежда в първата събота след празника Голяма Богородица.

## Храмове
В квартала се намира православната църква „Св. вмчк. Пантелеймон“, която е част от Шуменска духовна околия, Варненска и Великопреславска епархия на Българската православна църква.

## Спорт
Футболен клуб от квартала е Атлетик (Макак).